# Larry King
Larry King, geboren als Lawrence Harvey Zeiger (Brooklyn (New York), 19 november 1933 – Los Angeles, 23 januari 2021), was een Amerikaanse radio- en televisiepresentator.

## Loopbaan
In 1957 begon King als schoonmaker en klusjesman bij radiostation WAHR in Miami. Toen een omroeper plots ontslag nam, mocht de onervaren King zijn plaats innemen. Zijn eerste uitzending vond plaats op 1 mei 1957, waarbij hij als diskjockey van 9 uur 's ochtends tot de middag platen draaide.
In 1961 werd King aangeworven door radiostation WIOD in Miami. Daar begon hij zijn eerste nachtelijke interviews, waarvoor hij later bekend zou worden.
In 1971 werd King gearresteerd op beschuldiging van diefstal. Hoewel hij nooit vervolgd werd (aangezien de feiten verjaard waren), verloor hij hierdoor zijn baan als radiopresentator bij WIOD, zijn baan als sportcommentator bij lokaal tv-station WTVJ en zijn wekelijkse column in de krant Miami Beach Sun. King werkte vervolgens 3 jaar als freelanceschrijver en sprak reclamespotjes in, tot hij in 1975 opnieuw aangeworven werd door WIOD.
King presenteerde van 1978 tot 1994 het radioprogramma The Larry King Show en vanaf 1985 het televisieprogramma Larry King Live op CNN. Op 16 december 2010 werd dit televisieprogramma voor de laatste keer uitgezonden. King had zijn programma 25 jaar gepresenteerd. Van 2012 tot 2020 presenteerde hij het praatprogramma Larry King Now bij RT.
Volgens CNN nam King gedurende zijn loopbaan meer dan 50.000 interviews af, waaronder exclusieve interviews met elke Amerikaanse president sinds Gerald Ford.

## Persoonlijk leven
King groeide op in een praktiserend joods gezin in Brooklyn, New York, maar werd later agnost. In 2015 identificeerde hij zichzelf als atheïst.
Hij trouwde acht keer, met zeven verschillende vrouwen, en had vijf kinderen.
Op 23 januari 2021 overleed Larry King in Los Angeles aan bloedvergiftiging. Hij werd 87 jaar.

## Liefdadigheid
Nadat King in 1987 een hartaanval kreeg en daarop een vijfvoudige bypassoperatie onderging, richtte hij in 1988 de Larry King Cardiac Foundation op. Deze liefdadigheidsorganisatie, die gefinancierd wordt met middelen afkomstig van Kings boeken en lezingen, evenals van galabals in New York, Washington D.C. en Los Angeles, betaalt levensreddende hartoperaties voor mensen die deze operaties zelf niet kunnen betalen.
Op 29 augustus 2010 was King gastheer voor de 30e jaarlijkse Chabad "To Life!" telethon in Los Angeles. Dit programma werd voor het eerst uitgezonden in 1980 nadat een brand een Chabadcentrum in Westwood, Californië, vernielde.
In 2011 was King een van de roasters op het Comedy Central Roast van Donald Trump waarvan de opbrengsten naar liefdadigheid gingen.
King doneerde ook geld voor de Beverly Hills 9/11 Memorial Garden ter nagedachtenis van de slachtoffers van de aanslagen op 11 september 2001.

## Filmografie
| Jaar | Film                                      |
| ---- | ----------------------------------------- |
| 1984 | Ghostbusters                              |
| 1989 | Eddie and the Cruisers II: Eddie Lives!   |
| 1990 | Crazy People                              |
| 1990 | The Exorcist III                          |
| 1990 | The Simpsons                              |
| 1993 | *Dave                                     |
| 1993 | We're Back! A Dinosaur's Story            |
| 1994 | The Simpsons                              |
| 1996 | Open Season                               |
| 1996 | The Long Kiss Goodnight                   |
| 1997 | Contact                                   |
| 1997 | An Alan Smithee Film: Burn Hollywood Burn |
| 1997 | The Jackal                                |
| 1997 | Mad City                                  |
| 1998 | Primary Colors                            |
| 1998 | Bulworth                                  |
| 1998 | Enemy of the State                        |
| 2000 | The Kid                                   |
| 2000 | The Contender                             |
| 2001 | America's Sweethearts                     |
| 2002 | John Q                                    |
| 2004 | Shrek 2                                   |
| 2004 | Far Far Away Idol                         |
| 2004 | The Stepford Wives                        |
| 2004 | Mr. 3000                                  |
| 2007 | Shrek the Third                           |
| 2007 | Bee Movie                                 |
| 2008 | Swing Vote                                |
| 2009 | 30 Rock                                   |
| 2010 | Shrek Forever After                       |
| 2010 | Sex, Drugs & Religion                     |